# Étienne III Goüyon
 (juin 2021).
Si vous disposez d'ouvrages ou d'articles de référence ou si vous connaissez des sites web de qualité traitant du thème abordé ici, merci de compléter l'article en donnant les références utiles à sa vérifiabilité et en les liant à la section « Notes et références ».
Étienne III Goüyon, seigneur de Matignon et de la Roche-Goyon, né en 1290 et mort en 1362.

## Biographie
Étienne de Goüyon de Matignon, était le Fils de Bertand Gouÿon, sire de Matignon et de Jeanne, dame de La Roche-Derrien Clisson (De).
Il avait deux frères, Pierre et de Philippe Goüyon.
En 1320, il épousa Jeanne Paynel, Dame de Launay en Ploubalay, fille de Guillaume V Paynel, seigneur de Hambye et de Marguerite d'Avaugour. Ils eurent ensemble leur premier enfant : Alain III Goüyon (1320-1368), lui-même seigneur de Matignon et de la Roche-Goyon (l'actuel fort la Latte).
En 1325, il épousa Jeanne de Launay, fille de Geoffroy de Launay. Ils eurent ensemble : Marguerite Goyon de Matignon (née en 1326).
Étienne III a eu deux épouses (Jeanne du Launay en Ploubalay et Alix Paynel).
Il eut en tout quatre enfants : Alain III Gouÿon, Marguerite Goüyon, Adelice Goüyon ainsi que Renée Goüyon.
Étienne III serait le premier constructeur de la partie la plus ancienne du château fort de la Roche Goyon, depuis nommé le Fort la Latte, construction probablement demandée par Charles de Blois qui lui permettait de contrôler la baie de la Fresnay, mouillage pour les bateaux en attendant de rentrer au port de Saint-Malo.
En 1338, il accorda aux moines des franchises aux foires et marchés de Matignon pour tous les vassaux de l'abbaye de Saint-Jacut.
Il fonda deux chapelles à Matignon.
Il fut capitaine gouverneur de château de Jugon, ambassadeurs envoyé par la duchesse Jeanne en 1353 pour traiter de la libération de son mari. Il fut l'un des plus zélés serviteurs de Charles de Blois-Châtillon.
Charles de Blois et sa femme lui donnèrent en 1341 le domaine de la Ville Hamon en l'appelant "notre cher et amé cousin et feal bacheler Monsieur Estieuble sire de Matignon".
En punition de son attachement aux Penthièvre, Jean de Montfort le dépouille de sa seigneurie de La Roche Goyon (Fort la Latte).

## Généalogie
1. Étienne I. Goyon, vers 1220 seigneur de La Roche-Goyon et de Plévenon ; ∞ Luce, dame de Matignon, fille de Denys, seigneur de Matignon.
  1. Hugues, seigneur de La Roche-Goyon.
    1. Raoul.
    2. Denise, † 1284, dame de Matignon, ∞ Robert, vicomte de Merdrignac.

  2. Alain I., seigneur de Lanquenan, de Pagalet et de Galoia ; ∞(Luce de La Roncerie.(2e épouse selon base roglo mais , sa première épouse ou relation pourrait être Marguerite de GALOIA de PLANCOET et ne serait ce pas elle la mère du fils ci-dessous , certains arbres et sites généalogiques donnent cette version ???
    1. Ètienne II, marié à Jeanne de Maure, seigneur de Lanquenan.
      1. Alain II., seigneur de Lanquenan ; ∞ Mathilde.
        1. Bertrand I., seigneur de Matignon.
          1. Étienne III., seigneur de Matignon et de La Roche-Goyon ; ∞ I Jeanne ; ∞ II Alix Paynel.
            1. (I) Alain III., ∞ Jacqueline de Rieux.
              1. Bertrand II., seigneur de Matignon ; ∞ Jeanne, fille de Roland de Dinan, seigneur de Montasilant.
                1. Bertrand III., † 1407, seigneur de Matignon et de La Roche-Goyon ; ∞ Marie, fille de Jean, seigneur de Rochefort. – Descendants cf. en bas

              2. Étienne, seigneur de Launay-Goyon ; ∞ I Mahaut, fille de François du Bois ; ∞ II Thomine, fille de Louis de Dinan, seigneur de Montasilant – descendant, du marquis de La Moussaie.

            2. (I) Marguerite ; ∞ Gilbert II. seigneur du Cambout.

## Titres
- Seigneur de Matignon ;
- Seigneur de La Roche-Goyon (Fort la Latte)
- Capitaine gouverneur du château de Jugon

## Armoiries
Blason originel
D'argent au lion de gueules couronné d'or. (sceau de 1219)